# Nouveau Calls
Nouveau Calls je čtrnáctým studiovým albem rockové skupiny Wishbone Ash. Je to celoinstrumentální album a po čtrnácti letech první album na kterém hrají původní členové skupiny.
V roce 1987 Miles Copeland III, zakladatel IRS Records a původní manager Wishbone Ash, spustil nahrávací značku "No Speak", která vydávala veškerou instrumentální hudbu. Aby bylo spuštění úspěšné, potřeboval Copeland jméno známe skupiny, která by projektu přinesla potřebnou publicitu. Copeland oslovil Andy Powella a Steve Uptona aby Wishbone Ash vydali celoinstrumenálníl album. Uvedl však, že album musí nést známky znovusjednocení původních Wishbone Ash.
Po čtrnácti letech Andy Powell a Steve Upton spojili síly s Martinem Turnerem a Tedem Turnerem. Reakce na nové album byly smíšené, protože na něm nebyly žádné vokály. Turné v roce 1988 mělo obrovský úspěch, protože skupina hrála poprvé od konce 70. let na mnoha významných místech.
Název Nouveau Calls je slovní hříčkou pro výraz "No Vocals" (bez vokálů).

## Seznam stop
1. "Tangible Evidence" – 4:22 (M. Turner/A. Powell)
2. "Clousseau" – 3:41 (M. Turner/A. Powell)
3. "Flags of Convenience" – 4:32 (M. Turner)
4. "From Soho to Sunset" – 3:27 (A. Powell/M. Turner/S. Upton)
5. "Arabesque" – 4:31 (M. Turner/S. Upton)
6. "In the Skin" – 4:52 (M. Turner/A. Powell)
7. "Something's Happening in Room 602" – 3:34 (M. Turner)
8. "Johnny Left Home Without It" – 3:40 (A. Powell/M. Turner)
9. "The Spirit Flies Free" – 3:45 (A. Powell)
10. "A Rose is a Rose" – 3:40 (A. Powell)
11. "Real Guitars Have Wings" – 3:13 (A. Powell)

## Obsazení
- Martin Turner – basová kytara, klávesy
- Andy Powell – elektrická a akustická kytara kytara, mandolína
- Ted Turner – elektrická kytara a steel kytara
- Steve Upton – bicí, perkusy